# Спрагвілл (Айова)
Спрагвілл (англ. Spragueville) — місто (англ. city) в США, в окрузі Джексон штату Айова. Населення — 92 особи (2020).

## Географія
Спрагвілл розташований за координатами 42°4′18″ пн. ш. 90°25′55″ зх. д. / 42.07167° пн. ш. 90.43194° зх. д. (42.071725, -90.432059).  За даними Бюро перепису населення США в 2010 році місто мало площу 1,73 км², уся площа — суходіл.

## Демографія
Згідно з переписом 2010 року, у місті мешкала 81 особа в 37 домогосподарствах у складі 20 родин. Густота населення становила 47 осіб/км².  Було 46 помешкань (27/км²).
Расовий склад населення:
| - 100,0 % — білих |

До двох чи більше рас належало 0,0 %. Частка іспаномовних становила 2,5 % від усіх жителів.
За віковим діапазоном населення розподілялося таким чином: 25,9 % — особи молодші 18 років, 54,3 % — особи у віці 18—64 років, 19,8 % — особи у віці 65 років та старші. Медіана віку мешканця становила 39,8 року. На 100 осіб жіночої статі у місті припадало 131,4 чоловіків;  на 100 жінок у віці від 18 років та старших — 122,2 чоловіків також старших 18 років.
Середній дохід на одне домашнє господарство  становив 38 783 долари США (медіана — 25 750), а середній дохід на одну сім'ю — 52 586 доларів (медіана — 40 625). За межею бідності перебувало 10,8 % осіб, у тому числі 0,0 % дітей у віці до 18 років та 12,5 % осіб у віці 65 років та старших.
Цивільне працевлаштоване населення становило 32 особи. Основні галузі зайнятості: освіта, охорона здоров'я та соціальна допомога — 21,9 %, виробництво — 15,6 %, транспорт — 12,5 %, фінанси, страхування та нерухомість — 12,5 %.